# 玉木朋孝
玉木 朋孝（たまき ともたか、1975年6月13日 - ）は、東京都江戸川区出身の元プロ野球選手（内野手、右投右打）、コーチ。2011年から2022年までは広島東洋カープのコーチを務めていた。

## 来歴・人物
修徳高では同期に高橋尚成、1学年後輩に遠藤竜志がいた（遠藤とはプロで再びチームメイトとなった）。1年秋から四番・遊撃手を任され、3年春に腰を痛めてフォームの修正に時間がかかったものの夏の東東京大会では準決勝で同点2点タイムリーを放つなど、チームの夏の甲子園出場に貢献。本大会では育英との準々決勝で公式戦9本目となる本塁打を打っている。大型遊撃手として評価されて同年のドラフトで広島東洋カープに3位で指名を受け、契約金と年俸それぞれ5,000万円、480万円（いずれも推定）で入団した。
1999年に初の一軍出場を果たすが、結果を残せず2000年オフに自由契約となり、オリックス・ブルーウェーブに入団した。2002年には、自己最多の49試合に出場し、規定打席には到達していないものの打率.302の成績を残した。試合終盤、代走や内野の守備固め（※主に三塁手・二塁手の守備固め）での出場が多い中、シーズン得点6と代走の役割を全うする。また失策0と鉄壁な守りでチームの勝利に貢献した。
2004年9月27日、オリックス・ブルーウェーブとしての最後の試合で9番サードでスタメン出場する。またその試合、終盤ファーストに守備変更、9回表2死、大阪近鉄バファローズ、星野おさむ（※大阪近鉄バファローズ最後の打者）が放ったセカンドゴロを４－３と受け取り、オリックス・ブルーウェーブとして、最後の刺殺（ウイニングボール）を記録する。
2005年の球団合併による選手分配ドラフトではオリックス・バファローズに振り分けられ、引き続きオリックスと契約。同年オフに戦力外通告を受け、現役を引退した。
引退後は広島に戻り、スコアラー（先乗りスコアラー）を務めていた。2011年に同球団の二軍守備・走塁コーチに就任した。
RCC広島カープ携帯サイトで、コラム「玉木朋孝のスコアブック」を更新していた。シーズンオフでも更新頻度は高かった。
2014年10月29日、2015年度のコーチング・スタッフが決定され、一軍守備・走塁コーチに就任することが決まった。
2018年からは東京ヤクルトスワローズに移籍した河田雄祐に代わり3塁コーチを務める。
2019年11月8日、山田和利二軍内野守備・走塁コーチと入れ替わる形で一軍から二軍への異動が発表された。
2020年2月22日にNHK BS1で放送された、球辞苑～プロ野球が100倍楽しくなるキーワードたち～「ノック」に出演し、ノック技術を分かりやすく視聴者に伝えている。
2020年11月19日、2021年度のコーチング･スタッフが発表され、3年ぶりに一軍守備・走塁コーチに就任することが決まった。
2022年は再び二軍内野守備・走塁コーチに配置転換される。
2023年からは台湾CPBL・統一ライオンズの守備コーチに就任。
「プロスポーツ昭和50年会」の会長としても活動している。

## 詳細情報

### 年度別打撃成績
| 年 度     | 球 団      | 試 合 | 打 席 | 打 数 | 得 点 | 安 打 | 二 塁 打 | 三 塁 打 | 本 塁 打 | 塁 打 | 打 点 | 盗 塁 | 盗 塁 死 | 犠 打 | 犠 飛 | 四 球 | 敬 遠 | 死 球 | 三 振 | 併 殺 打 | 打 率 | 出 塁 率 | 長 打 率 | O P S |
| --------- | ---------- | ----- | ----- | ----- | ----- | ----- | -------- | -------- | -------- | ----- | ----- | ----- | -------- | ----- | ----- | ----- | ----- | ----- | ----- | -------- | ----- | -------- | -------- | ----- |
| 1999      | 広島       | 20    | 18    | 17    | 1     | 5     | 1        | 0        | 0        | 6     | 0     | 0     | 0        | 0     | 0     | 1     | 0     | 0     | 2     | 0        | .294  | .333     | .353     | .686  |
| 2000      | 広島       | 12    | 14    | 12    | 1     | 1     | 1        | 0        | 0        | 2     | 1     | 0     | 0        | 1     | 0     | 1     | 0     | 0     | 2     | 0        | .083  | .154     | .167     | .321  |
| 2002      | オリックス | 49    | 48    | 43    | 6     | 13    | 1        | 0        | 0        | 14    | 5     | 0     | 0        | 2     | 0     | 2     | 0     | 1     | 12    | 0        | .302  | .348     | .326     | .673  |
| 2003      | オリックス | 29    | 18    | 16    | 4     | 1     | 1        | 0        | 0        | 2     | 0     | 0     | 0        | 1     | 0     | 1     | 0     | 0     | 7     | 1        | .063  | .118     | .125     | .243  |
| 2004      | オリックス | 9     | 10    | 10    | 2     | 2     | 0        | 0        | 0        | 2     | 0     | 0     | 0        | 0     | 0     | 0     | 0     | 0     | 1     | 0        | .200  | .200     | .200     | .400  |
| 2005      | オリックス | 1     | 0     | 0     | 0     | 0     | 0        | 0        | 0        | 0     | 0     | 0     | 0        | 0     | 0     | 0     | 0     | 0     | 0     | 0        | ----  | ----     | ----     | ----  |
| 通算：6年 | 通算：6年  | 120   | 108   | 98    | 14    | 22    | 4        | 0        | 0        | 26    | 6     | 0     | 0        | 4     | 0     | 5     | 0     | 1     | 24    | 1        | .224  | .269     | .265     | .535  |

### 記録
初記録
- 初出場：1999年5月18日、対阪神タイガース7回戦（米子市民球場）、9回表に遊撃手として出場
- 初打席：1999年5月19日、対阪神タイガース8回戦（米子市民球場）、7回裏に山﨑健の代打として出場、井川慶から四球
- 初先発出場：1999年6月9日、対阪神タイガース10回戦（大阪ドーム）、6番・三塁手として先発出場
- 初安打：同上、2回表に吉田豊彦から左中間へ二塁打
- 初打点：2000年4月11日、対中日ドラゴンズ1回戦（ナゴヤドーム）、7回表に佐藤康幸から左翼線へ適時二塁打

### 背番号
- 52（1994年 - 2000年）
- 62（2001年 - 2005年）
- 90（2011年 - 2022年）
- 76（2023年 - ）